# A zöldköves gyűrű (tévéjáték)
A zöldköves gyűrű 1975-ben készült és 1977-ben bemutatott színes magyar tévéjáték, melyet Horváth Z. Gergely rendezett Török Gyula írásából.

## Készítették
- Rendező: Horváth Z. Gergely
- Alapmű írója: Török Gyula
- Forgatókönyvíró: Mészöly Miklós és Horváth Z. Gergely[1]
- Díszlettervező: Neogrády Antal
- Operatőr: Czabarka György
- Vágó: Vank Gyöngyi
- Sminkes: Aszódi Mihály
- Jelmez: Wieber Marianne

## Szereplők
| Szerep | Megjegyzés | Színész            |
| --- | --- | ------------------ |
| Eöz/Őz József „Józsi” | számtanácsos, neve a regényben Őz formában, a filmben Eöz alakban szerepel, pl. a koporsóra írva, özvegy báró, három gyermek: két leány, egy fiú édesapja, tífuszban halt meg gyermekei kiskorúsága idején | Mensáros László    |
| Eöz/Őz Józsefné Józsa Antónia | az első, elhunyt feleség, aki a gyerekeket szülte | Káldy Nóra         |
| Eöz/Őz Józsefné Burger Deborah | a második feleség, özvegyen, gyermektelenül halt meg, ő hordta a zöldköves gyűrűt, melyet egy zárdatársától kapott az angolkisasszonyoknál                                                                 | Molnár Piroska     |
| Putnoki Camilló/Putnoki/Putnoky Kamilló | a neve első változata a filmben, a második a regényben szerepel, a báró mostohatestvére, neki kellett volna feleségül venni a báró első feleségét                                                          | Somogyvári Rudolf  |
| Terka | a gyermekek nevelőnője, Kockás Terkának csúfolják a gyerekek a ruhája miatt, a saját unokája elvesztése miatt irtózik a beteg gyermekek látványától                                                        | Kádár Flóra        |
| Eöz/Őz Antal „Anti, Tónika” | a báró fia kisgyermekként | Ladányi Dani       |
| Eöz/Őz Antal „Anti” | a báró fia kamaszkorában, ő veszi át a boltot mostohaanyjától |                    |
| Eöz/Őz Lujza „Lujzika” | a báró idősebb lánya gyermekként | Diamanti Athéna    |
| Eöz/Őz Lujza | a báró idősebb lánya fiatal felnőttként |                    |
| Eöz/Őz Karolin „Lina” | a báró kisebb lánya kisgyermekként | Fazekas Eszter     |
| Eöz/Őz Karolin „Lina” | a báró kisebb lánya fiatal felnőttként |                    |
| Józsa Ferencné „Józsa mama” | a báró anyósa, a gyermekek anyai nagyanyja | Ladomerszky Margit |
| Józsa Lujza | gyermektelen özvegyasszony , Antónia nővére | Olsavszky Éva      |
| Józsa György „Gyuri” | a báró sógora, Antónia bátyja | Bujtor István      |
| Burger Gáspár | a báró második apósa, boltos | Máriáss József     |
| Löw doktor | a család orvosa, tüdőgyulladással félrekezeli a bárót, aki ezért meghal | Kozák László       |
| ügyvéd | | Miklósy György     |
| Gulyás Józsi | | Koltai Róbert      |
| Perkinkó Jordán | tanodai oktató, a gyerekek házitanítója lesz az új asszony érkezéséig | Novák István       |
| Józsa Ferenc | a báró első apósa | Kiss Ferenc        |
| További szereplők: | |                    |
| Ambrus András, Bozóky István, Fillár István, Gyulai Károly, Keresztesi Mária, Maróti Gábor, Orsolya Erzsi, Petényi Ilona, Rákosi Mária, Szabó Imre, Szénási Ernő, Takács Katalin, Dánffy Sándor, Temessy Hédi. | |                    |

## Forgatási helyszín
A film felvételei 1975-ben készültek. Jelenetek helyszíne volt Bárdudvarnok is. Az áprilisi forgatásról így írt a Délmagyarország: „Filmesek szállták meg vasárnap a győri várat. A televízió megbízásából itt forgatják a Zöldköves gyűrű című filmet. A Török Gyula regényéből készült film az 1870-es években játszódik.” 1975 őszére már be is fejezték a tévéjátékot, a bemutatóra azonban még több mint egy évet várni kellett.